# CT Paraná (D-29)
O CT Paraná é um contratorpedeiro da Classe Pará (1963), da Marinha do Brasil. O navio de guerra anteriormente havia prestado serviços a Marinha dos Estados Unidos com o nome de USS Sample.

## Carreira

### Estados Unidos
O USS Sample foi um contratorpedeiro da Classe Garcia da Marinha dos Estados Unidos.Foi reclassificado posteriormente como fragata. O nome do navio homenageia o contra-almirante William Dodge Sample, oficial aviador naval, agraciado por quatro vezes com a Medalha da Legião do Mérito do Governo Americano. Lançado ao mar em dezembro de 1964, foi comissionado em dezembro de 1968. 

### Brasil
O navio foi incorporado na Base Naval de San Diego, Califórnia, em 24 de agosto de 1989.
Chegou a cidade do Rio de Janeiro, em 13 de dezembro de 1989, acompanhado dos também contratorpedeiros CT Pará (D-27), CT Paraiba (D-28), CT Pernambuco (D-30), quando passaram a fazer parte da Força de Contratorpedeiros.
O navio foi construído pelo estaleiro Lockheed Shipbuilding and Construction Company, em Seattle, Washington. E transferido por empréstimo da Marinha dos Estados Unidos da América para a Marinha do Brasil.
Em 1975 foi reclassificado como fragata, conjuntamente com todos as unidades de escolta dotadas de apenas um eixo propulsor.
Em maio de 2005, chegou a cidade de Alang, na Índia, aonde foi desmanchado. Uma de suas torres com canhão de 5 polegadas (127mm) encontra-se preservada no Cais da Marinha, no porto de Santos.